# Ted Stearn
Pour les articles homonymes, voir Stearn.
Ted Stearn (né le 9 août 1961 dans le Massachusetts et mort le 1er février 2019) est un auteur de bande dessinée, illustrateur et animateur américain, principalement connu comme créateur de la série de bande dessinée Fuzz & Pluck.

## Biographie
Ted Stearn est né à Weymouth, dans le Massachusetts, sous le nom de Robert Theodore Stearn. Il a d'abord travaillé comme scénariste et dessinateur pour des séries de dessins animés tels que Beavis, Butthead et Futurama. En 1992, il publie ses premières bandes dessinées dans la revue Rubber Blanket de David Mazzucchelli. L'année suivante, il crée la bande dessinée Fuzz & Pluck à propos d'un ours en peluche naïf et effrayant et d'un coq plumé cynique. Trois parties de cette série de bandes dessinées ont été publiées chez Fantagraphics Books et Stearn a reçu le Prix de la meilleure série au Festival de la bande dessinée d'Angoulême en 2014. Ted Stearn a également enseigné au Collège d'art et de design de Savannah de 2001 à 2004.
Stearn est décédé à l'âge de 57 ans des suites du sida. Il a laissé une femme et deux filles

## Publications

### En anglais
- Fuzz & Pluck, Fantagraphics :

1. Fuzz & Pluck, 1999.
2. Splitsville, 2008. Publiés en cinq comic books de 2001 à 2008.
3. The Moolah Tree, 2016.

- Participation à Mome, Fantagraphics, 2009-2011.

### En français
- Participation à Comix 2000, L'Association, 1999.
- Fuzz & Pluck, Cornélius :

1. Fuzz & Pluck, 2000.
2. Splits-Ville, 2013. Prix de la série du festival d'Angoulême 2014.
3. L'arbre à thunes, 2016.

## Récompenses
- 2014 : Prix de la série du festival d'Angoulême pour Fuzz & Pluck.

### Documentation
- (en) Michael Dean, « Fuzz & Pluck creator Ted Stearn Dead at 57 », sur The Comics Journal, 12 février 2019.
- (en) Ted Stearn et David Mazzuchelli, « The Ted Stearn Interview », sur The Comics Journal, 18 janvier 2017.